# Мир — Шаттл
Программа «Мир» — «Шаттл» — совместная космическая программа РФ и США, в рамках которой российские космонавты доставлялись на орбиту «Шаттлами», а американские астронавты проводили экспедиции на орбитальной станции «Мир».

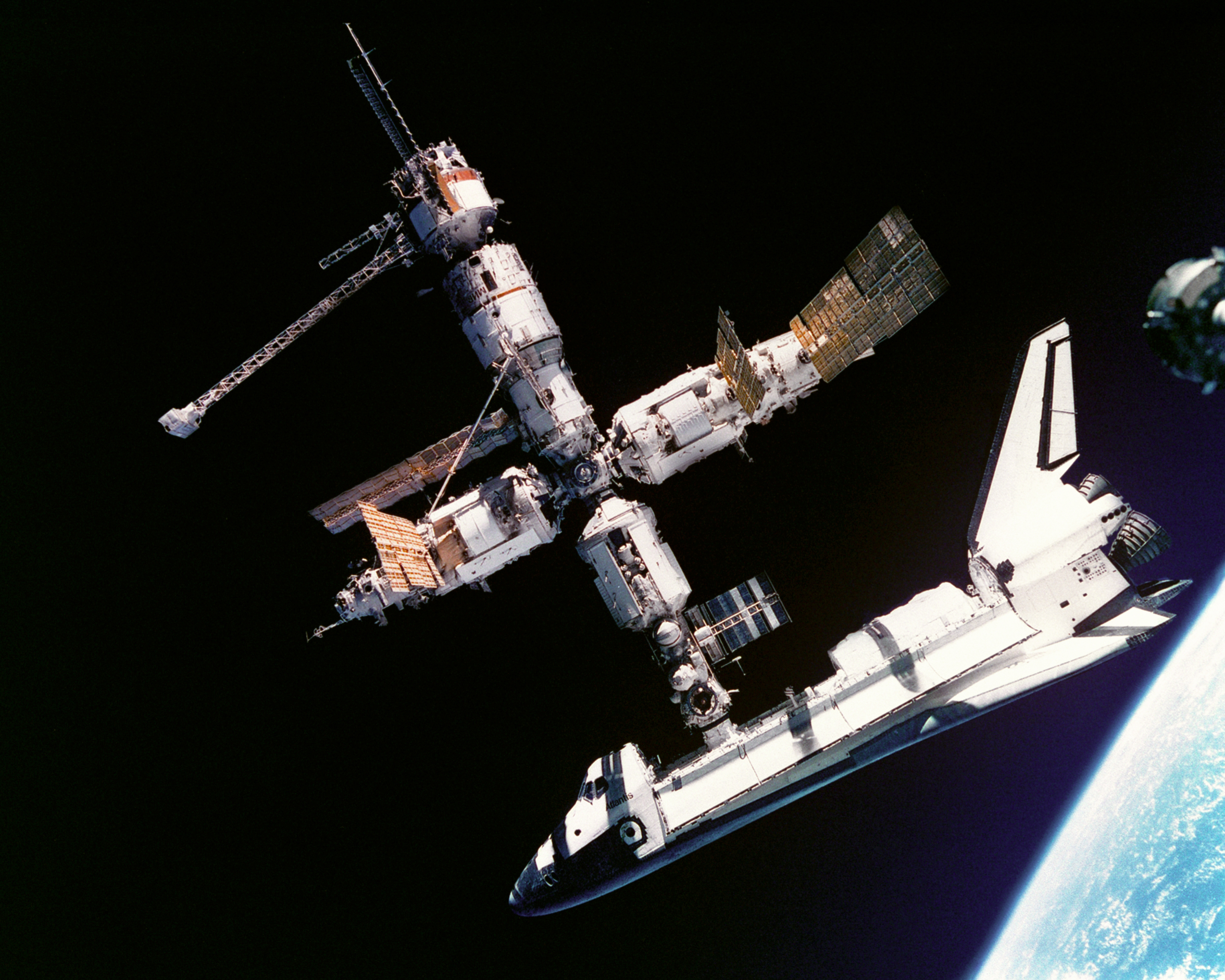
«Атлантис», пристыкованный к «Миру»

Назначением этой программы была передача Соединённым Штатам российского опыта долговременных полётов и способствование укреплению духа сотрудничества между НАСА и РКА. Программа служила подготовкой для совместного проекта по постройке Международной космической станции.
О начале программы «Мир» — «Шаттл» было объявлено в сентябре 1993 года, а в феврале 1995 года «Дискавери» подлетел к «Миру» на 11 метров. Первый старт по программе состоялся 27 июня 1995 года. До завершения программы в 1998 году было совершено 11 запусков шаттлов и совместный запуск «Союз ТМ-21». Американские астронавты в совокупности провели в 7 экспедициях более 1000 дней в космосе.
В 1995 году в комплекс станции был включён стыковочный модуль для обеспечения возможности причаливания американских многоразовых кораблей. Он был доставлен шаттлом «Атлантис» и пристыкован к модулю «Кристалл».

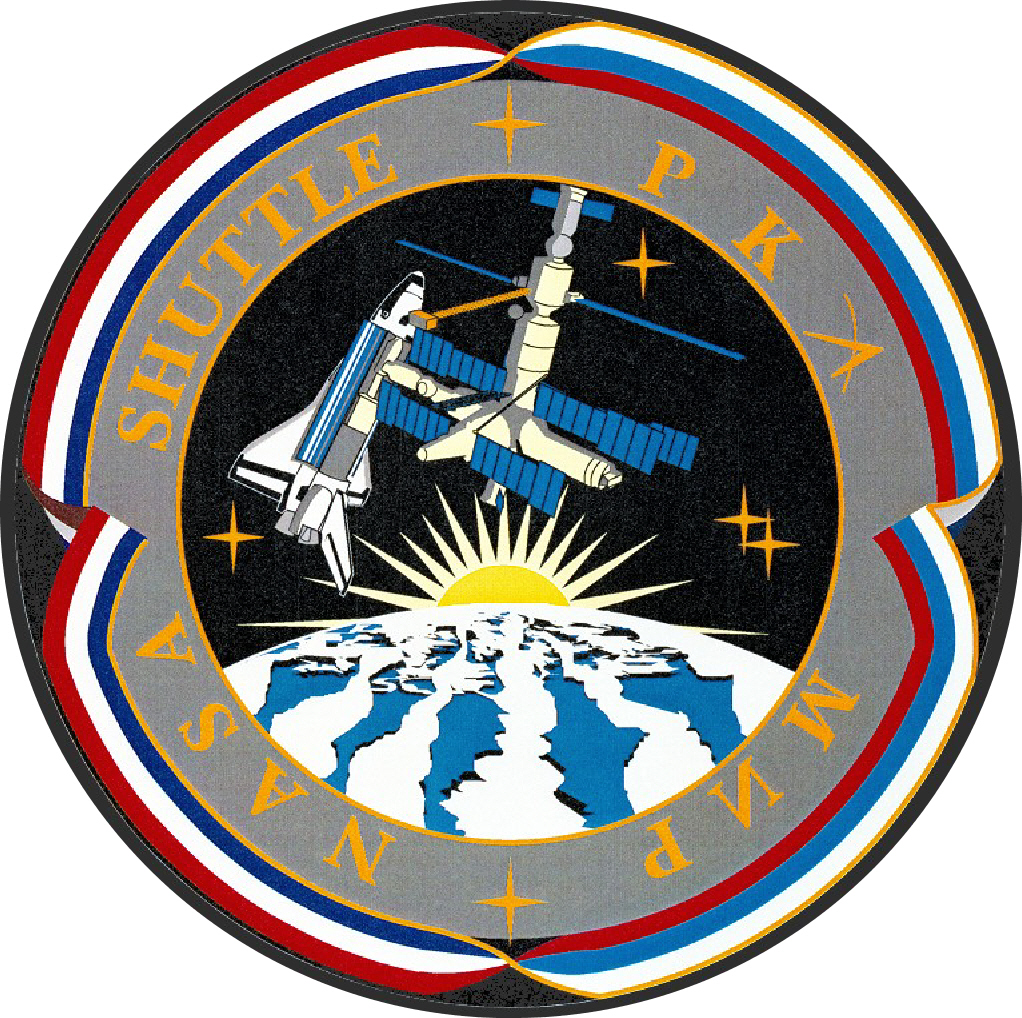

## Результаты программы
29 июня 1995 года впервые в истории мировой космонавтики была проведена стыковка американского корабля (шаттла «Атлантис») с российской орбитальной станцией «Мир». Программа «Мир» — «Шаттл» также предоставляла астронавтам НАСА возможность работать на российской станции.
Экипаж корабля состоял из семи человек: пятерых американцев — Роберта Гибсона, Чарльза Прекорта, Эллен Бейкер, Грегори Харбо, Бонни Данбара — и двух россиян — Анатолия Соловьева и Николая Бударина.
По программе «Мир» — «Шаттл» было осуществлено семь кратковременных экспедиций посещения с помощью корабля «Атлантис», одна с помощью корабля «Индевор», одна на корабле «Дискавери», во время которых на станции побывали 44 астронавта и космонавта.
| № | Дата старта      | Обозначение      | Программа полёта                               | Участники                                                                                                   |
| - | ---------------- | ---------------- | ---------------------------------------------- | --- |
| 1 | 27 июня 1995     | Атлантис STS-71  | Первая стыковка шаттла со станцией «Мир»       | Гибсон, Прекорт, Бейкер, Данбар, Харбо, на запуске Соловьёв, Бударин, на посадке Тагард, Дежуров, Стрекалов |
| 2 | 12 ноября 1995   | Атлантис STS-74  | Доставка стыковочного модуля для станции «Мир» | Камерон, Джеймс Холселл, Росс, Макартур, Хэдфилд                                                            |
| 3 | 22 марта 1996    | Атлантис STS-76  | Стыковка со станцией «Мир»                     | Чилтон, Сирфосс, Сега, Клиффорд, Годвин, на старте Лусид                                                    |
| 4 | 16 сентября 1996 | Атлантис STS-79  | Стыковка со станцией «Мир». Замена экипажа     | Редди, Уилкатт, Эйкерс, Эпт, Уолз, на старте Блаха, на посадке Лусид                                        |
| 5 | 12 января 1997   | Атлантис STS-81  | Стыковка со станцией «Мир». Замена экипажа     | Бейкер, Брент, Уайсофф, Грансфелд, Марша Айвинс, на старте Линенджер, на посадке Блаха                      |
| 6 | 15 мая 1997      | Атлантис STS-84  | Стыковка со станцией «Мир». Замена экипажа     | Прекорт, Коллинз, Клервуа, Норьега, Лу, на старте Фоул, на посадке Линенджер                                |
| 7 | 25 сентября 1997 | Атлантис STS-86  | Стыковка со станцией «Мир». Замена экипажа     | Уэзерби, Блумфилд, Титов, Паразински, Кретьен, Лоуренс, на старте Вулф, на посадке Фоул                     |
| 8 | 22 января 1998   | Индевор STS-89   | Стыковка со станцией «Мир»                     | Уилкатт, Эдвардс, Райли, Андерсон, Данбар, Шарипов, на старте Томас, на посадке Дейвид Вулф                 |
| 9 | 2 июня 1998      | Дискавери STS-91 | Последняя стыковка со станцией «Мир».          | Прекорт, Гори, Чанг-Диаз, Лоуренс, Каванди, Рюмин, на посадке Томас                                         |

В рамках этой программы были пристыкованы три модуля:
- «Спектр» — для экспериментов на станции.
- «Стыковочный» — для стыковки американских кораблей «Шаттл» со станцией[6][3][9].
- «Природа» — для исследования Земли.